# SMS-SM

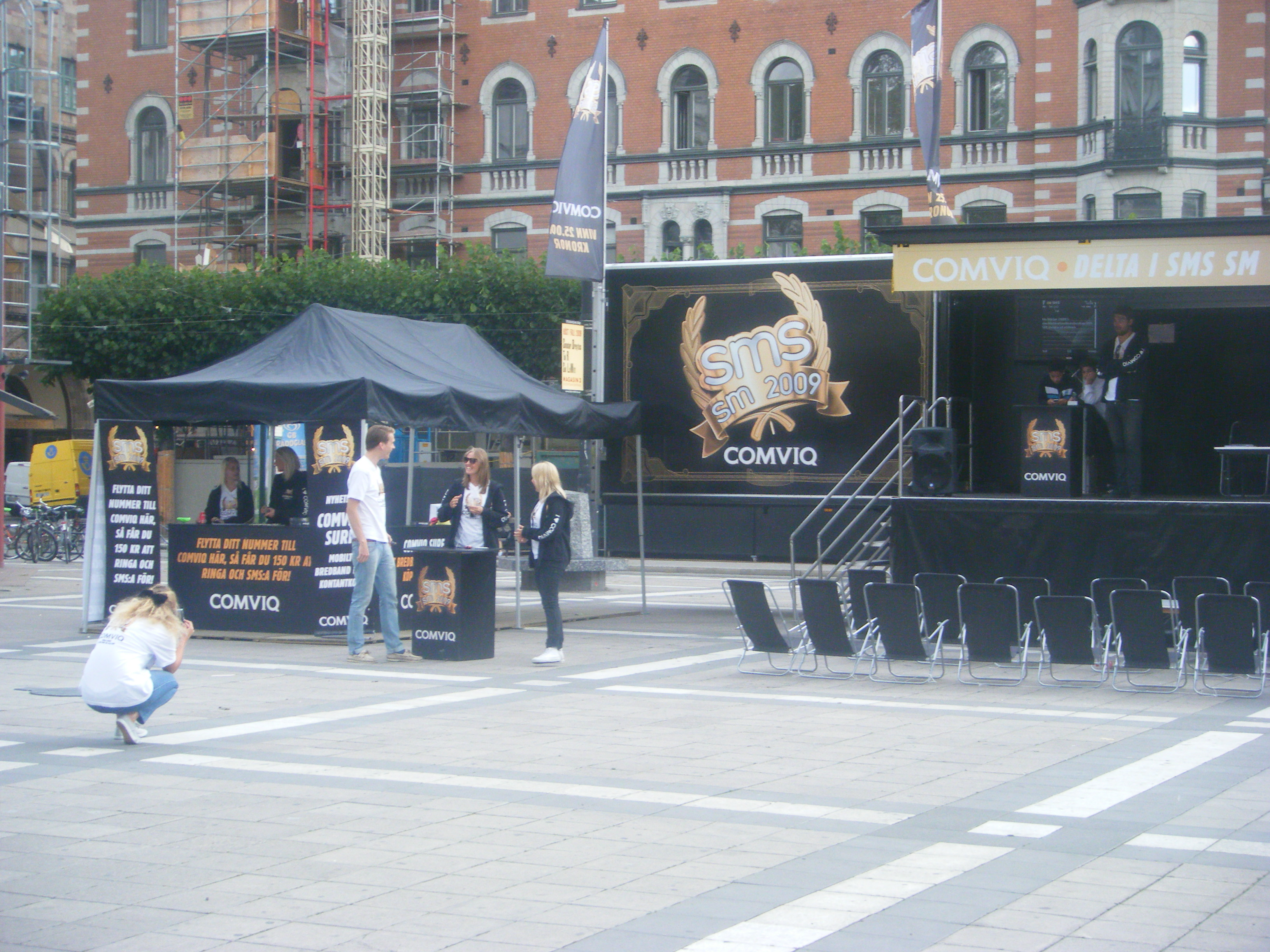
Uttagningen i Stockholm 2009.

SMS-SM är en tävling i Sverige i att på kortast möjliga tid skriva ett förutbestämt sms. Tävlingen grundades 2007 av kontantkortet Parlino och är ett årligt evenemang. År 2009 togs tävlingen över av Comviq.
SMS-SM består av ett antal deltävlingar över hela Sverige. Vinnarna från de olika deltävlingarna möts sedan i en final i Stockholm. Tävlingen går ut på att skriva samma mening som består av 160 tecken på en mobiltelefon så snabbt som möjligt utan stavfel och automatiska ordlista.
Bakom konceptet samt genomförandet av eventet står kommunikationsbyrån Concept Store Sweden AB.

## Vinnare
- 2011: David Sivelind
- 2010: David Sivelind
- 2009: Sture de Vries
- 2008: My Svensson
- 2007: Therese Dahlsten